# Harpactea gridellii
Harpactea gridellii este o specie de păianjeni din genul Harpactea, familia Dysderidae. A fost descrisă pentru prima dată de Caporiacco, 1951.
Este endemică în Italia. Conform Catalogue of Life specia Harpactea gridellii nu are subspecii cunoscute.